# Muska
Muska románul: Mușca, falu Romániában, Erdélyben, Fehér megyében.

## Fekvése
Topánfalvától délkeletre fekvő település.

## Története
Muska nevét  1529-ben említette először oklevél Mwska néven, melyben a Lupsaiak néhai Lupsai László javai 
felől egyezkedtek; Lupsai László leánya: Erzsébet, egyebek közt, Mwska-n egy telket adott át, melyen łilca Petru lakott.
1550-ben Középlaki Csireki Gergely özvegye: Erzsébet Nagylupsa, Kislupsa és Mwska birtokbeli részeit, amelyeket 200 Ft-ban már az előző időkben elzálogosított, újabb 200 Ft-on megint Bornemisza János kolozsvári királybírónak adta zálogba.
A trianoni békeszerződés előtt Alsó-Fehér vármegye Verespataki járásához tartozott.
1910-ben 1502 román lakosa volt, melyből 1496 görögkatolikus volt.

## Források

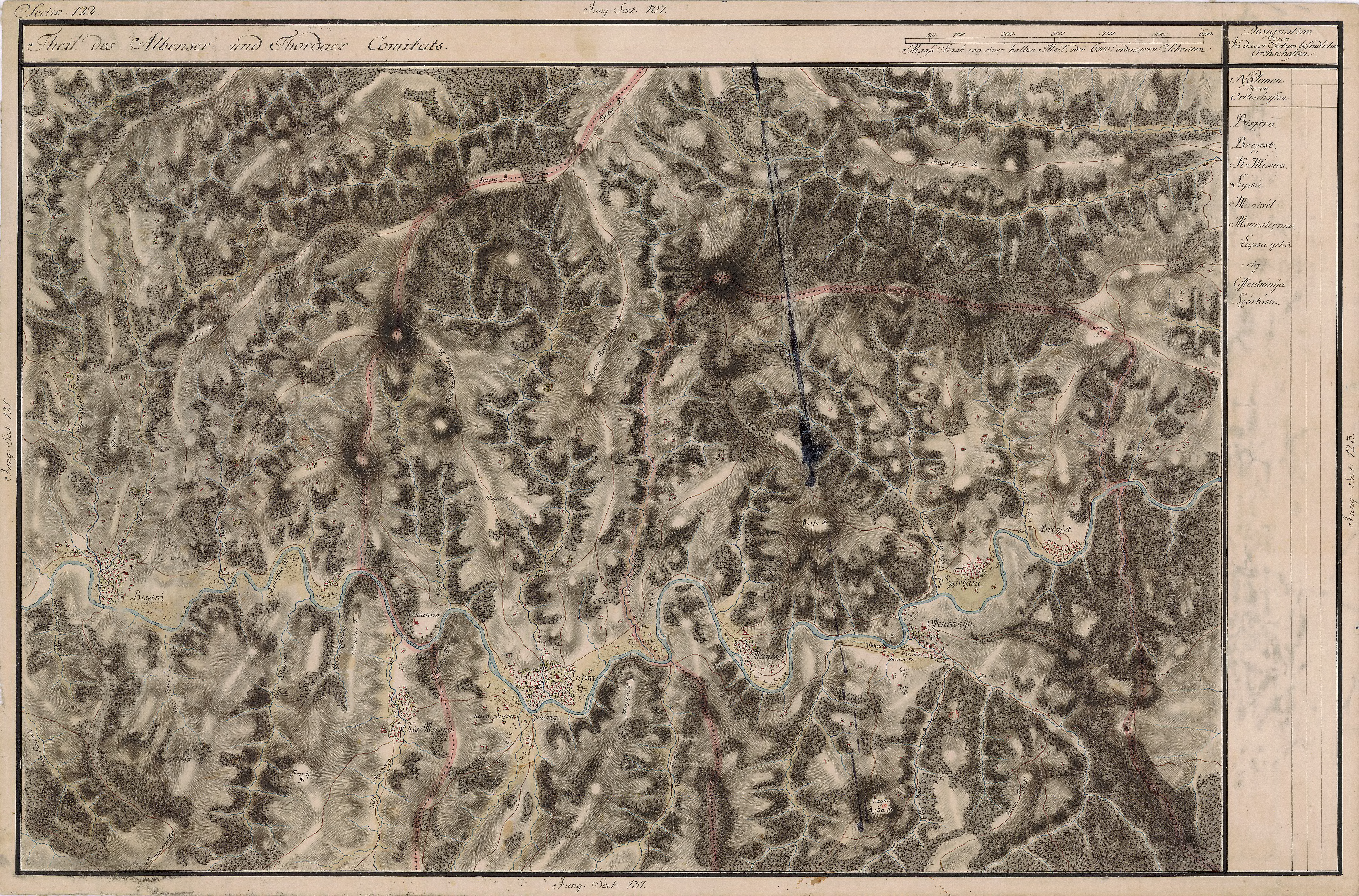
Muska egy régi térképen